# Коронавірусна хвороба 2019 у Мозамбіку
Коронаві́русна хворо́ба 2019 у Мозамбі́ку — розповсюдження пандемії коронавірусу територією Мозамбіку.
Перший випадок появи коронавірусної хвороби було виявлено на території Мозамбіку 22 березня 2020 року.
Станом на 24 березня 2020 року, нових випадків інфікування виявлено не було.

## Хронологія
22 березня у міністр охорони здоров'я Мозамбіку Арміндо Тіагобуло повідомив про перший підтверджений випадок коронавірусу у країні, інфікованим виявився 75-річним чоловік, котрий повернувся із Великої Британія у середині березня.